# Halitholus intermedius
Halitholus intermedius är en nässeldjursart som först beskrevs av Browne 1902.  Halitholus intermedius ingår i släktet Halitholus och familjen Pandeidae.
Artens utbredningsområde är Södra Ishavet. Inga underarter finns listade i Catalogue of Life.